# Mohamed Shehata (triatleta)
Mohamed Shehata –en árabe, محمد شحاتة– (nacido el 1 de noviembre de 2000) es un deportista egipcio que compite en triatlón. Ganó una medalla de bronce en los Juegos Panafricanos de 2019 en el relevo mixto.

## Palmarés internacional
| Juegos Panafricanos | Juegos Panafricanos | Juegos Panafricanos | Juegos Panafricanos |
| Año                 | Lugar               | Medalla             | Prueba              |
| ------------------- | ------------------- | ------------------- | ------------------- |
| 2019                | Rabat (Marruecos)   | Medalla de bronce   | Relevo mixto        |